# Agmeth Escaf
Agmeth José Escaf Tijerino (Barranquilla, 23 de abril de 1973) es un político, actor, presentador y director de televisión colombiano. En 2022 fue electo representante a la cámara por el departamento del Atlántico en la coalición del Pacto Histórico.

## Biografía
Agmeth Escaf nació en Barranquilla, hijo de padre libanés y madre barranquillera de ascendencia italiana. Desde muy pequeño se enamoró de la televisión hasta hacer su debut en "La Elegida". Ha desarrollado la mayoría de su carrera en Caracol Televisión.

## Conflicto con Caracol Televisión
El 31 de julio de 2012, fue su último día como presentador del programa Día a día del canal Caracol.
Agmeth venía del canal CityTV, donde firmó un contrato de prestación de servicios. Al firmar el mismo tipo de contrato en Caracol, dice haber pensado que tendría los mismos beneficios: «Creí de buena fe que ese era el contrato que se ajustaba a mi realidad. Como presentador de Bravíssimo  tenía un contrato similar con CityTV y por ello precisamente, por ser independiente, pude alternar la conducción de dicho programa con mi otro oficio, que es el de actor».

## Filmografía

### Televisión
| Año       | Título                              | Personaje          | Canal              |
| --------- | ----------------------------------- | ------------------ | ------------------ |
| 2020      | Love motel                          | Ernesto            | Telecaribe         |
| 2018–2019 | La ley del corazón 2                | Esteban Moncada    | Canal RCN          |
| 2017      | Hermanos y hermanas                 |                    | Canal RCN          |
| 2015–2016 | Celia                               |                    | Canal RCN          |
| 2013      | Tres Caínes                         | Salvatore Mancini  | Canal RCN          |
| 2012–2013 | ¿Quién eres tú?                     | David Santamaría   | Univision          |
| 2012      | Amor de Carnaval                    | Miguel Donato      | Caracol Televisión |
| 2010      | Tu voz estéreo                      | Locutor            | Caracol Televisión |
| 2008      | La quiero a morir                   | Actuación especial | Caracol Televisión |
| 2007      | Sin vergüeza                        | Victor             | Telemundo          |
| 2007      | Nadie es eterno en el mundo         | Bruno Durán        | Caracol Televisión |
| 2007      | Paraíso Tropical                    |                    | Rede Globo         |
| 2006      | Decisiones                          | Raul               | Telemundo          |
| 2005-2006 | La tormenta                         | Alirio Paiba       | Telemundo          |
| 2004      | Amor de mis amores                  | Nicolas Santoyo    | Canal RCN          |
| 2003      | Ángel de la guarda                  | Actuación especial | Telemundo          |
| 2003      | Retratos                            | Felipe             | Canal RCN          |
| 2002      | La lectora                          | Carlos Mario Paz   | Canal RCN          |
| 2002      | Vale todo                           | Alfonso Roitman    | Telemundo          |
| 2002      | Mujer, casos de la vida real        | Actuación especial | Las Estrellas      |
| 2001-2002 | Amantes del desierto                | Javier Negrete     | Telemundo          |
| 2000      | Alicia en el país de las mercancías | Pedro              | Canal RCN          |
| 1999      | Alejo, la búsqueda del amor         |                    | Caracol Televisión |
| 1992      | Padres e hijos                      | Eduardo            | Caracol Televisión |
| 1997-1998 | La elegida                          | José Manuel        | Canal Uno          |
| 1997      | Perfume de agonia                   | Toño               | Canal A            |
| 1997      | Marcelina                           |                    | Canal A            |
| 1996      | Hombres de honor                    | Actuación especial | Cadena Uno         |
| 1996      | Fuego verde                         |                    | Cadena Uno         |
| 1995      | Las Ejecutivas                      |                    | Cadena Uno         |

## Programa
| Año       | Título                | Rol          | Canal              |
| --------- | --------------------- | ------------ | ------------------ |
| 2021      | ¿Quién es la Máscara? | Participante | Canal RCN          |
| 2018-2019 | La mañana             | Presentador  | Teleamiga          |
| 2017      | Soldados 1.0          | Participante | Canal RCN          |
| 2013-2016 | Feliz Día             | Presentador  | Telecaribe         |
| 2012      | Gran Hermano          | Presentador  | Caracol Televisión |
| 2006-2012 | Día a Día             | Presentador  | Caracol Televisión |
| -         | Bravissimo            |              | Citytv             |

## Cine
| Año  | Título                       | Personaje | Nota |
| ---- | ---------------------------- | --------- | ---- |
| 2005 | Perder es cuestión de método | Cop       |      |

## Director y productor
| Año       | Título    |
| --------- | --------- |
| 2013-2016 | Feliz Día |

## Teatro
| Año  | Título                          | Personaje | Nota |
| ---- | ------------------------------- | --------- | ---- |
| 2019 | Cabaret: el musical de broadway |           |      |

## Premios y nominaciones

### Premios TvyNovelas
| Año  | Categoría                                | Programa  | Resultado |
| ---- | ---------------------------------------- | --------- | --------- |
| 2016 | Mejor Presentador de variedades regional | Feliz día | Ganador   |
| 2014 | Mejor Presentador de variedades regional | Feliz día | Ganador   |